# Liste der Naturdenkmale in Nomborn
Die Liste der Naturdenkmale in Nomborn nennt die im Gemeindegebiet von Nomborn ausgewiesenen Naturdenkmale (Stand 13. Juni 2024).

## Naturdenkmale
| Nr.         | Bezeichnung       | Lage                                                | Beschreibung                           | Bild                          |
| ----------- | ----------------- | --------------------------------------------------- | -------------------------------------- | ----------------------------- |
| ND-7143-434 | Zwei Sommerlinden | Hauptstraße, vor Nr. 22 Lage                        | Tilia platyphyllos, zwei Bäume         | Fotos hochladen               |
| ND-7143-435 | Traubeneiche      | nordwestlich des Ortes; Abteilung Scheurenberg Lage | Quercus petraea                        | Fotos hochladen               |
| ND-7143-436 | Bornkasten        | nördlich des Ortes; Abteilung Bornkasten Lage       | Felsgruppe; flächenhaftes Naturdenkmal | mehr Fotos \| Fotos hochladen |